# Lingayen (zatoka)
Lingayen (ang. Lingayen Gulf, filip. Golpo ng Lingayen) – zatoka Morza Południowochińskiego, u zachodniego wybrzeża wyspy Luzon, na Filipinach.
U wejścia, między wyspą Santiago na zachodzie a przylądkiem San Fernando na wschodzie, liczy ponad 40 km szerokości. Wcina się w głąb lądu na długość blisko 60 km.
U zachodniego wybrzeża zatoki znajdują się liczne wyspy, m.in. Cabarruyan (Anda), Santiago i archipelag 123 wysp Hundred Islands (park narodowy Hundred Islands). Nad południowym brzegiem zatoki położone są miasta Dagupan oraz Lingayen.
Podczas II wojny światowej zatoka dwukrotnie była teatrem operacji desantowych. 22 grudnia 1941 roku posłużyła za przyczółek dla wojsk japońskich, biorących udział w inwazji na Filipiny. Trzy lata później, 20 października 1944 roku lądowały tu wojska amerykańskie.